# Madagascarchaea jeanneli
Madagascarchaea jeanneli es una especie de arácnido perteneciente al género Madagascarchaea, dentro de la familia Archaeidae, del orden de las arañas.

## Distribución
La especie se distribuye por Madagascar.

## Taxonomía
Fue descrita científicamente por Jacques Millot en 1948. La descripción original fue publicada en Faits nouveaux concernant les Archaea [Aranéides], de la revista Mémoires De l’Institut Scientifique De Madagascar, número 1, imagen A1, entre las páginas 3 y 14.